# Danh sách đĩa nhạc của Lil Nas X
Nghệ sĩ nhạc rap và ca sĩ - nhạc sĩ người Mỹ Lil Nas X đã phát hành một album phòng thu, hai đĩa mở rộng (EP), một mixtape và mười tám đĩa đơn. Đĩa đơn "Old Town Road" của anh đã trở nên nổi tiếng, leo lên các bảng xếp hạng âm nhạc quốc tế và được chứng nhận kim cương vào tháng 11 năm 2019.  Lil Nas X đã phát hành EP thứ hai của mình có tựa đề 7 phát hành năm 2019. Hai đĩa đơn "Panini" và "Rodeo" từ EP trên cũng được phát hành sau đó. Album phòng thu đầu tay của anh, Montero, được phát hành năm 2021. Các bài hát "Montero (Call Me by Your Name)", "Industry Baby" và "Sun Goes Down" từ album đã nhanh chóng đạt top 1 các bảng xếp hạng sau đó.

## Album phòng thu
| Tiêu đề | Thông tin                                                                                | Vị trí xếp hạng cao nhất | Vị trí xếp hạng cao nhất | Vị trí xếp hạng cao nhất | Vị trí xếp hạng cao nhất | Vị trí xếp hạng cao nhất | Vị trí xếp hạng cao nhất | Vị trí xếp hạng cao nhất | Vị trí xếp hạng cao nhất | Vị trí xếp hạng cao nhất | Vị trí xếp hạng cao nhất | Chứng nhận |
| Tiêu đề | Thông tin                                                                                | US                       | AUS                      | CAN                      | FRA                      | IRE                      | NOR                      | NZ                       | SWE                      | SWI                      | UK                       | Chứng nhận |
| ------- | ---------------------------------------------------------------------------------------- | ------------------------ | ------------------------ | ------------------------ | ------------------------ | ------------------------ | ------------------------ | ------------------------ | ------------------------ | ------------------------ | ------------------------ | --- |
| Montero | - Phát hành: September 17, 2021 - Hãng: Columbia - Định dạng: Tải kĩ thuật số, streaming | 2                        | 1                        | 2                        | 6                        | 1                        | 1                        | 1                        | 1                        | 6                        | 2                        | - RIAA: Bạch kim - ARIA: Vàng - BPI: Vàng - IFPI DEN: Bạch kim - IFPI NOR: Bạch kim - IFPI SWI: Bạch kim - MC: 2× Bạch kim - RMNZ: 4× Platinum - RMNZ: Bạch kim - SNEP: Vàng |

## EP
| Tiêu đề      | Thông tin                                                                                  | Vị trí xếp hạng cao nhất | Vị trí xếp hạng cao nhất | Vị trí xếp hạng cao nhất | Vị trí xếp hạng cao nhất | Vị trí xếp hạng cao nhất | Vị trí xếp hạng cao nhất | Vị trí xếp hạng cao nhất | Vị trí xếp hạng cao nhất | Vị trí xếp hạng cao nhất | Vị trí xếp hạng cao nhất | Pure sales               | Chứng nhận |
| Tiêu đề      | Thông tin                                                                                  | US                       | AUS                      | AUT                      | CAN                      | DEN                      | FRA                      | IRE                      | NZ                       | SWE                      | UK                       | Pure sales               | Chứng nhận |
| ------------ | ------------------------------------------------------------------------------------------ | ------------------------ | ------------------------ | ------------------------ | ------------------------ | ------------------------ | ------------------------ | ------------------------ | ------------------------ | ------------------------ | ------------------------ | ------------------------ | --- |
| October 31st | - Phát hành: October 16, 2018 - Hãng: Tự phát hành - Định dạng: Tải kĩ thuật số, streaming | —                        | —                        | —                        | —                        | —                        | —                        | —                        | —                        | —                        | —                        |                          | |
| 7            | - Phát hành: June 21, 2019 - Hãng: Columbia - Định dạng: Tải kĩ thuật số, streaming        | 2                        | 5                        | 53                       | 1                        | 9                        | 15                       | 11                       | 5                        | 10                       | 23                       | - US: 4,000 - CAN: 1,000 | - RIAA: 2× Bạch kim - IFPI DEN: Vàng - IFPI NOR: Bạch kim - IFPI SWI: Bạch kim - MC: 2× Bạch kim - RMNZ: Vàng - SNEP: Vàng |

## Mixstep
| Tiêu đề    | Chi tiết |
| ---------- | --- |
| Nasarati   | - Ngày phát hành: 24 tháng 7 năm 2018 - Hãng: Tự phát hành - Định dạng: Tải xuống kỹ thuật số, phát trực tuyến |
| Nasarati 2 | - Ngày phát hành: 2024 - Hãng: TBA - Định dạng: TBA                                                            |

## Đĩa đơn

### Hát chính
| Tiêu đề                                                                                    | Năm phát hành | Vị trí xếp hạng cao nhất | Vị trí xếp hạng cao nhất | Vị trí xếp hạng cao nhất | Vị trí xếp hạng cao nhất | Vị trí xếp hạng cao nhất | Vị trí xếp hạng cao nhất | Vị trí xếp hạng cao nhất | Vị trí xếp hạng cao nhất | Vị trí xếp hạng cao nhất | Vị trí xếp hạng cao nhất | Chứng nhận | Album                         |
| Tiêu đề                                                                                    | Năm phát hành | US                       | AUS                      | CAN                      | DEN                      | FRA                      | IRE                      | NOR                      | NZ                       | SWI                      | UK                       | Chứng nhận | Album                         |
| ------------------------------------------------------------------------------------------ | ------------- | ------------------------ | ------------------------ | ------------------------ | ------------------------ | ------------------------ | ------------------------ | ------------------------ | ------------------------ | ------------------------ | ------------------------ | --- | ----------------------------- |
| "Carry On"                                                                                 | 2018          | —                        | —                        | —                        | —                        | —                        | —                        | —                        | —                        | —                        | —                        | | Nasarati                      |
| "Sonic Shit"                                                                               | 2018          | —                        | —                        | —                        | —                        | —                        | —                        | —                        | —                        | —                        | —                        | | Nasarati                      |
| "Thanos (Blow It)"                                                                         | 2018          | —                        | —                        | —                        | —                        | —                        | —                        | —                        | —                        | —                        | —                        | | Nasarati                      |
| "Donald Trump"                                                                             | 2018          | —                        | —                        | —                        | —                        | —                        | —                        | —                        | —                        | —                        | —                        | | Nasarati                      |
| "Same Shit (Freestyle)"                                                                    | 2018          | —                        | —                        | —                        | —                        | —                        | —                        | —                        | —                        | —                        | —                        | | October 31st                  |
| "Old Town Road" (solo hay remix hợp tác với Billy Ray Cyrus)                               | 2018          | 1                        | 1                        | 1                        | 1                        | 1                        | 1                        | 1                        | 1                        | 1                        | 1                        | - RIAA: Kim cương (17× Bạch kim) - RIAA: Vàng (Diplo Remix) - ARIA: 15× Bạch kim - BPI: 4× Bạch kim - IFPI DEN: 2× Bạch kim - IFPI NOR: 2× Bạch kim - IFPI SWI: 5× Bạch kim - MC: Kim cương - RMNZ: 4× Bạch kim - SNEP: Kim cương | 7                             |
| "Panini" (solo hoặc remix với DaBaby)                                                      | 2019          | 5                        | 15                       | 8                        | 28                       | 93                       | 18                       | 26                       | 14                       | 43                       | 21                       | - RIAA: 7× Bạch kim - ARIA: 3× Bạch kim - IFPI DEN: Vàng - IFPI NOR: Bạch kim - IFPI SWI: Vàng - MC: 4× Bạch kim - RMNZ: Vàng - SNEP: Vàng                                                                                        | 7                             |
| "Rodeo" (với Cardi B hoặc remix với Nas)                                                   | 2020          | 22                       | 72                       | 44                       | —                        | 111                      | 35                       | —                        | —                        | 82                       | 55                       | - RIAA: 2× Bạch kim - ARIA: Vàng - BPI: Silver - MC: Bạch kim | 7                             |
| "Holiday"                                                                                  | 2020          | 37                       | 42                       | 26                       | —                        | 70                       | 18                       | 10                       | —                        | 26                       | 23                       | - RIAA: 2× Bạch kim - ARIA: Bạch kim - BPI: Silver - IFPI NOR: Bạch kim - IFPI SWI: Vàng - MC: Vàng | Non-album single              |
| "Montero (Call Me by Your Name)"                                                           | 2021          | 1                        | 1                        | 1                        | 2                        | 1                        | 1                        | 1                        | 2                        | 2                        | 1                        | - RIAA: 6× Bạch kim - ARIA: 5× Bạch kim - BPI: 2× Bạch kim - IFPI DEN: Bạch kim - IFPI NOR: 2× Bạch kim - IFPI SWI: 2× Bạch kim - MC: 7× Bạch kim - RMNZ: 2× Bạch kim                                                             | Montero                       |
| "Sun Goes Down"                                                                            | 2021          | 66                       | 74                       | 41                       | —                        | 150                      | 35                       | —                        | —                        | 85                       | 42                       | - RIAA: Vàng - MC: Vàng | Montero                       |
| "Industry Baby" (với Jack Harlow)                                                          | 2021          | 1                        | 4                        | 3                        | 4                        | 3                        | 2                        | 3                        | 1                        | 4                        | 3                        | - RIAA: 7× Bạch kim - ARIA: 7× Bạch kim - BPI: Bạch kim - IFPI DEN: Bạch kim - IFPI NOR: Bạch kim - IFPI SWI: 2× Bạch kim - MC: 3× Bạch kim - RMNZ: 2× Bạch kim - SNEP: Kim cương                                                 | Montero                       |
| "Thats What I Want"                                                                        | 2021          | 8                        | 7                        | 5                        | 8                        | 39                       | 3                        | 7                        | 6                        | 12                       | 10                       | - RIAA: 3× Bạch kim - ARIA: 4× Bạch kim - BPI: Bạch kim - IFPI DEN: Bạch kim - IFPI NOR: Vàng - IFPI SWI: Bạch kim - MC: 4× Bạch kim - RMNZ: Bạch kim - SNEP: Bạch kim                                                            | Montero                       |
| "Lost in the Citadel"                                                                      | 2022          | 90                       | —                        | 76                       | —                        | —                        | —                        | —                        | —                        | —                        | —                        | | Montero                       |
| "Late to da Party (F*ck BET)" (với YoungBoy Never Broke Again)                             | 2022          | 67                       | 54                       | 42                       | —                        | —                        | 83                       | —                        | —                        | —                        | —                        | | Đĩa đơn không nằm trong album |
| "Star Walkin'" (Hợp tác với Liên Minh Huyền Thoại)                                         | 2022          | 32                       | 21                       | 17                       | 16                       | 18                       | 53                       | 27                       | 38                       | 25                       | 40                       | - RIAA: Bạch kim - ARIA: Bạch kim - BPI: Silver - IFPI DEN: Vàng - IFPI SWI: Vàng - MC: Vàng - SNEP: Kim cương | Đĩa đơn không nằm trong album |
| "J Christ"                                                                                 | 2024          | 69                       | —                        | 67                       | —                        | —                        | —                        | —                        | —                        | —                        | 59                       | | Đĩa đơn không nằm trong album |
| "Where Do We Go Now?"                                                                      | 2024          | —                        | —                        | —                        | —                        | —                        | —                        | —                        | —                        | —                        | —                        | | Đĩa đơn không nằm trong album |
| "Here We Go!"                                                                              | 2024          | —                        | —                        | —                        | —                        | —                        | —                        | —                        | —                        | —                        | —                        | | Đĩa đơn không nằm trong album |
| "Light Again"                                                                              | 2024          | —                        | —                        | —                        | —                        | —                        | —                        | —                        | —                        | —                        | —                        | | Dreamboy                      |
| "—" biểu thị sản phẩm không được phát hành hoặc không lọt vào bảng xếp hạng tại khu vực đó |               |                          |                          |                          |                          |                          |                          |                          |                          |                          |                          | |                               |

### Hợp tác
| "Light!" (Skaiwater và 9lives hợp tác với Lil Nas X)                                       | 2024 | —  | —  | —  | —  | —  | #Gigi  |
| "Tennessee" (Kevin Abstract hợp tác với Lil Nas X)                                         | 2024 | —  | —  | —  | —  | —  | Glue   |
| "He Knows" (Camila Cabello hợp tác với Lil Nas X)                                          | 2024 | 27 | 33 | 12 | 19 | 63 | C,XOXO |
| "—" biểu thị sản phẩm không được phát hành hoặc không lọt vào bảng xếp hạng tại khu vực đó |      |    |    |    |    |    |        |

### Đĩa đơn quảng bá
| Tiêu đề                           | Năm phát hành | Album |
| --------------------------------- | ------------- | ----- |
| "Shame"                           | 2018          |       |
| "No Love" (hợp tác với Skaiwater) | 2018          |       |

## Các bài hát khác được xếp hạng
| Tiêu đề                                                          | Năm phát hành | Vị trí xếp hạng cao nhất | Vị trí xếp hạng cao nhất | Vị trí xếp hạng cao nhất | Vị trí xếp hạng cao nhất | Vị trí xếp hạng cao nhất | Vị trí xếp hạng cao nhất | Vị trí xếp hạng cao nhất | Vị trí xếp hạng cao nhất | Vị trí xếp hạng cao nhất | Vị trí xếp hạng cao nhất | Chứng nhận   | Album   |
| Tiêu đề                                                          | Năm phát hành | US                       | CAN                      | FRA                      | LTU                      | NZ Hot                   | POR                      | SK                       | SWI Stream               | UK                       | WW                       | Chứng nhận   | Album   |
| ---------------------------------------------------------------- | ------------- | ------------------------ | ------------------------ | ------------------------ | ------------------------ | ------------------------ | ------------------------ | ------------------------ | ------------------------ | ------------------------ | ------------------------ | ------------ | ------- |
| "F9mily (You &amp; Me)" (với Travis Barker)                      | 2019          | —                        | —                        | —                        | —                        | 34                       | —                        | —                        | —                        | —                        | —                        |              | 7       |
| "Kick It"                                                        | 2019          | —                        | —                        | —                        | —                        | 33                       | —                        | —                        | —                        | —                        | —                        |              | 7       |
| "C7osure (You Like)"                                             | 2019          | —                        | —                        | —                        | 60                       | 27                       | —                        | —                        | —                        | —                        | —                        |              | 7       |
| "Dead Right Now"                                                 | 2021          | 72                       | 57                       | 153                      | —                        | —                        | 63                       | —                        | —                        | —                        | 54                       |              | Montero |
| "Scoop" (hợp tác với Doja Cat)                                   | 2021          | 42                       | 41                       | 135                      | 90                       | 5                        | 44                       | 88                       | 92                       | 71                       | 36                       | - RIAA: Vàng | Montero |
| "One of Me" (hợp tác với Elton John)                             | 2021          | 88                       | 71                       | 187                      | —                        | —                        | 87                       | —                        | —                        | —                        | 79                       |              | Montero |
| "Dolla Sign Slime" (hợp tác với Megan Thee Stallion)             | 2021          | 47                       | 43                       | 178                      | —                        | —                        | 66                       | —                        | —                        | —                        | 43                       |              | Montero |
| "Tales of Dominica"                                              | 2021          | 86                       | 63                       | 134                      | —                        | —                        | 74                       | —                        | —                        | —                        | 73                       |              | Montero |
| "Void"                                                           | 2021          | —                        | —                        | —                        | —                        | —                        | 128                      | —                        | —                        | —                        | 141                      |              | Montero |
| "Dont Want It"                                                   | 2021          | —                        | 89                       | —                        | —                        | —                        | 110                      | —                        | —                        | —                        | 106                      |              | Montero |
| "Life After Salem"                                               | 2021          | —                        | —                        | —                        | —                        | —                        | 155                      | —                        | —                        | —                        | 183                      |              | Montero |
| "Am I Dreaming" (hợp tác với Miley Cyrus)                        | 2021          | 97                       | 80                       | —                        | —                        | —                        | 79                       | —                        | —                        | —                        | 89                       |              | Montero |
| "—" biểu thị sản phẩm không lọt vào bảng xếp hạng tại khu vực đó |               |                          |                          |                          |                          |                          |                          |                          |                          |                          |                          |              |         |

## Video âm nhạc
| Tiêu đề                          | Năm phát hành           | Other artist(s)            | Director(s)                | Ref.                    |
| Với tư cách ca sĩ chính          | Với tư cách ca sĩ chính | Với tư cách ca sĩ chính    | Với tư cách ca sĩ chính    | Với tư cách ca sĩ chính |
| -------------------------------- | ----------------------- | -------------------------- | -------------------------- | ----------------------- |
| "Old Town Road" (Remix)          | 2019                    | Billy Ray Cyrus            | Calmatic                   | [ 68 ]                  |
| "Panini"                         | 2019                    | Mike Diva                  | [ 69 ]                     |                         |
| "Rodeo"                          | 2020                    | Nas                        | Bradley & Pablo            | [ 70 ]                  |
| "Holiday"                        | 2020                    | None                       | Gibson Hazard và Lil Nas X | [ 71 ]                  |
| "Montero (Call Me by Your Name)" | 2021                    | None                       | Tanu Muino                 | [ 72 ]                  |
| "Sun Goes Down"                  | 2021                    | None                       | Lil Nas X và Psycho Films  | [ 73 ]                  |
| "Industry Baby"                  | 2021                    | Jack Harlow                | Christian Breslauer        | [ 74 ]                  |
| "Thats What I Want"              | 2021                    | None                       | Stillz                     | [ 75 ]                  |
| "Late to da Party (F*ck BET)"    | 2022                    | YoungBoy Never Broke Again | Gibson Hazard              | [ 76 ]                  |
| "J Christ"                       | 2024                    | None                       | Lil Nas X                  | [ 77 ]                  |
| "Light Again!"                   | 2024                    | None                       | Andrew Donoho              | [ 78 ]                  |
| Với tư cách ca sĩ góp giọng      |                         |                            |                            |                         |
| "Light!"                         | 2024                    | Skaiwater và 9lives        | Erik Rojas                 | [ 79 ]                  |
| "Tennessee"                      | 2024                    | Kevin Abstract             | Cole Bat                   | [ 80 ]                  |
| "He Knows"                       | 2024                    | Camila Cabello             | Onda                       | [ 81 ]                  |